# V-ATPase-Untereinheit a
Die V-ATPase-Untereinheit a ist ein Protein in den Zell- und Vakuolenmembranen vieler Lebewesen. Es handelt sich um eine Untereinheit des V-ATPase-Komplexes, genauer um die Untereinheit a des V-ATPase-Protonenkanals. Als solche ist sie als Protonenpumpe unentbehrlich für die Endozytose und die normale Funktion von Lysosomen. Die Short-Isoform der Untereinheit (TIRC7) fungiert dagegen bei der Aktivierung von T-Zellen im Rahmen der Immunantwort. Mutationen, die die Long-Isoform betreffen, haben die seltene Erbkrankheit autosomal rezessive Osteopetrose zur Folge.
Durch alternatives Spleißen kodiert das TCIRG1-Gen für zwei Proteine mit unterschiedlichen Funktionen. Die Long-Isoform (auch OC116) agiert als V-ATPase-Untereinheit ausschließlich in Osteoklasten. Die Short-Isoform, der die ersten 216 Aminosäuren fehlen, wird meist als TIRC7 (von engl. T-cell immune response cDNA 7) bezeichnet. Sie wird in lymphatischem Gewebe und auf T-Lymphozyten exprimiert und ist für die normale T-Zellaktivierung unbedingt erforderlich.

## Short-Isoform (TIRC7)

### Genexpression
TIRC7 ist ein Membranprotein, welches nach Aktivierung des Immunsystems auf der Oberfläche von Zellen und sowohl auf verschiedenen peripheren humanen T-Zellen und B-Zellen als auch auf Monozyten und Interleukin-10-exprimierenden regulatorischen T-Zellen induziert ist. TIRC7 ist während der Immunantwort innerhalb der immunologischen Synapse mit dem T-Zell-Rezeptor und mit CTLA-4 kolokalisiert.
Auf Protein- und mRNA-Ebene ist die TIRC7-Expression in folgenden Geweben und Erkrankungen hochreguliert: Lymphozyten der Synovialflüssigkeit von Patienten mit Rheumatoider Arthritis, während der Abstoßungsreaktion von Organtransplantaten, nach Knochenmarktransplantation sowie in Gehirngewebe von Patienten mit Multipler Sklerose.

### Funktion
Durch Therapie mit dem anti-TIRC7-Antikörper kann in einer Vielzahl von Tiermodellen einerseits eine Inflammation die Abstoßungsreaktion allogener Nieren- und Herztransplantate, anderseits das Fortschreiten der Rheumatoiden Arthritis und EAE verhindert werden. Diese therapeutischen Effekte sind von einer eindeutigen Verminderung Th1-spezifischer Zytokine z. B. Interferon (IFN)-gamma, Tumornekrosefaktor(TNF)-alpha, Interleukin-2 (Expression und Transkription) sowie einer Induktion von CTLA4 begleitet, während die IL-10-Expression nicht beeinflusst wird. Die Induktion von TIRC7 in IL-10-sekretierenden regulatorischen T-Zellen und die Verhinderung von Colitisin Anwesenheit TIRC7-positiver regulatorischer T-Zellen unterstützt die These der Induktion inhibitorischer Signale über den TIRC7-Signalweg während der Immunaktivierung. Ein weiterer Beleg für die inhibitorische Rolle von TIRC7 ist, dass durch den Transfer von TIRC7-positiven Zellen im CD45RO-Mausmodell vor Induktion der Colitis das Auftreten der Erkrankung verhindert werden konnte. Die negative immunregulatorische Rolle von TIRC7 wird weiterhin durch die Tatsache unterstützt, dass die TIRC7-Knockout-Maus eine erhöhte T- und B-Zell-Antwort bei Anwesenheit einer Vielzahl verschiedener Stimuli in vitro und in vivo aufweist. In der TIRC7-Knockout-Maus wird außerdem eine signifikant induzierte Memory-T-Zellpopulation und eine Reduktion der CTLA4-Expression beobachtet.

### Ligand
Der kürzlich identifizierte Zelloberflächenligand von TIRC7 ist die nicht-polymorphe Alpha 2-Domäne (HLA-DRα2) von HLA-DR (siehe auch Human Leukocyte Antigen). Nach T-Zellaktivierung ist TIRC7 hochreguliert, um HLA-DRα2 zu binden und apoptotische Signale in humanen CD4+- und CD8+-T-Zellen zu induzieren. Die Herunterregulation der Immunantwort wird dabei durch die Aktivierung des intrinschen Signalweges der Apoptose durch Caspase 9, die Inhibition der Lymphozytenzellteilung, der Bindung von SHP-1, die Minderung der Phosphorylierung von STAT4, TCR-ζ und ZAP70 sowie die Hemmung der FasL-Expression erreicht. HLA-DRα2 und TIRC7 sind an der Kontaktstelle von antigenpräsentierender Zelle und T-Zelle ko-lokalisiert. In vivo führt die Aktivierung des HLA-DR-TIRC7-Signalweges in Lipopolysaccharid- (LPS) aktivierten Lymphozyten durch lösliches HLA-DRα2 zu einer Inhibition proinflammatorischer sowie inflammatorischer Zytokine und zur Induktion von Apoptose. Diese Ergebnisse unterstützen sehr stark die regulatorische Rolle des TIRC7-Signalweges in Lymphozyten.